# 張堯中
張堯中（16世紀—17世紀），號如初，福建汀州府永定縣人，明朝政治人物。

## 生平
張堯中學問淵博、才思不凡，精於《春秋》，刪輯五傳供後人學習，萬曆年間曾受知縣許堂命督建縣南十里黃泥坑口文塔，又曾在萬曆四十七年（1619年）和吳懋中、廖王珍、賴聯芳、廖達善、闕應禎、廖達道、賴馨鼎等人向知縣吳殿邦申明改造學宮，到天啟元年（1621年）成舉人，二年（1622年）中會試副榜，授汜水教諭，四年（1624年）分考河南鄉試，後因修建學宮過勞生病去世，下葬在車田。

## 家族
- 玄祖父張璘[7]
- 高祖父張紹[7]
- 曾祖父張世弘[7]
- 祖父嘉靖十七年進士、中書舍人張僖[4]
- 父親萬曆二年歲貢、觀海衛經歷張一渶[4]

## 引用
1. 1 2  康熙《永定縣志·卷八·人物志》：張堯中 僖之孫，號如初，學問淵博，才思雋逸，尤精春秋，刪輯五傳為後學津梁，海內宗之。
2. ↑  康熙《永定縣志·卷三·營建志》：文塔 在縣南十里黃泥坑口。萬曆年間，知縣許堂建，生員吳贊、張堯中、賴登瀛督其事。
3. ↑  康熙《永定縣志·卷四·學校志》：學宮……萬曆四十七年，生員張堯中、吳懋中、廖王珍、賴聯芳、廖達善、闕應禎、廖達道、賴馨鼎等，以位置失次，地理未宜，僉呈於知縣吳殿邦，申憲改造。
4. 1 2 3  康熙《永定縣志》·卷七·選舉志：進士 明……張僖，號鳳山。登嘉靖戊戌茅贊榜，授中書科舍人。……舉人 明……張堯中 天啟辛酉科，由縣學以《春秋》中第四魁，壬戌副榜。署河南汜水縣教諭。甲子科，分校河南鄉試。僖之孫，一渶四子。……歲貢 明……張一渶萬曆甲戌貢。授浙江新昌縣縣丞，升觀海衛經歷。僖之仲子。
5. ↑  乾隆《汜水縣志·卷六》：明教諭……張堯中，福䢖經魁，因修學宮勤勞致疾而卒。 舊志失考籍貫及涖任年月
6. ↑  康熙《永定縣志·卷九·丘壟志》：經魁張堯中墓在車田。
7. 1 2 3  龚延明主编. . 宁波: 宁波出版社. 2016. ISBN 978-7-5526-2320-8. 《天一閣藏明代科舉錄選刊.登科錄》之《嘉靖十七年戊戌科進士登科錄》